# Rouached (Algeria)
Rouached è un comune dell'Algeria, situato nella provincia di Mila.